# Linh hồn bị đánh tráo
Mia Mai Chai Mia (tên Tiếng Thái: เมียไม่ใช่เมืย, tên tiếng Việt: Linh hồn bị đánh tráo) là bộ phim truyền hình Thái Lan, phát sóng vào năm 2011. Với sự tham gia của Namthip Jongrachatawiboon, Ornjira Larmwilai, Ratchanont Suprakob, Ruangsak Loychusak... Phim được phát sóng tại Việt Nam trên kênh TodayTV .

## Nội dung
Kaewta Munjairuk (Pang), một cô gái thôn quê nghịch ngợm, cô đang sống rất hạnh phúc với chồng là Wanchai (Guy). Kaewta làm việc ở một spa do Wikanda Kungwaklai (Bee), một cô gái thượng lưu làm chủ. Wikanda nghi ngờ người chồng trăng hoa của mình – Apiwat (James) nên đã thuê thám tử tư theo dõi anh ta và phát hiện chồng dẫn một cô gái vào khách sạn. Wikanda quyết định cùng Kaewta lái xe đến khách sạn để giải quyết vấn đề.
Trong lúc đang lái xe truy đuổi Apiwat, xe hơi của Wikanda đâm phải một chiếc xe tải, cả Wlkanda và Kaewta đều bất tỉnh. Khi tỉnh dậy ở bệnh viện, họ nhận ra linh hồn của mình đã hoán đổi thân xác với nhau. Wikanda làm mọi thứ để có thể trở lại thân xác cũ, vì vậy mọi người nghĩ rằng cô đã bị điên. Wanchai buộc phải đưa Wikanda – trong thân xác Kaewta – trở về nhà anh. Trong khi đó, Kaewta lại bị chứng mất trí tạm thời, vì thế Apiwat vạch ra âm mưu chiếm đoạt nhà của cô, cho cô uống thuốc ảo giác nhằm tiếp tục bòn rút tài sản của cô.
Wikanda lẻn vào nhà mình và thấy Apiwat đang tán tỉnh Saisawat (Pei), thư ký riêng của cô. Tức giận vì bị phản bội, nhưng Wikanda không thể làm được gì vì vẫn bị mắc kẹt trong cơ thể của Kaewta. Vì thế cô lặng lẽ thu gom hết những tài liệu tài chính rồi bỏ đi. Wikanda lên kế hoạch để cho Kaewta thuê mình làm người hầu. Họ cùng hỗ trợ nhau để bắt quả tang Apiwat để có thể li dị hắn ta. Lo lắng cho vợ mình, Wanchai đề nghị được ở cùng với vợ mình.
Kaewta thì chỉ có một mong muốn rất đơn giản, đó là trở về với Wunchai người chồng yêu quí của cô. Mặc dù đang trong cơ thể của Wikanda, nhưng cô luôn cố gắng liên lạc và tiếp cận Wunchai, nhưng anh cho rằng cô không bình thường và không tin những gì cô nói. Trong khi đó, bên cạnh cô lại luôn có anh chàng bác sĩ đẹp trai, tốt bụng chăm sóc...
Wikanda dùng Wanchai để đánh cắp bằng chứng biển thủ tiền đã được Apiwat cất giấu, tuy nhiên Apiwat đã phát hiện ra và bắn anh. Kaewta đã nhảy ra và đỡ đạn cho anh. Lo sợ mình sẽ không thể sống sót, cô quyết định nói cho Wanchai biết sự thật rằng linh hồn của cô đã bị hoán đổi. Wanchai rất sốc khi phát hiện ra điều mình nghi ngờ đã trở thành sự thật.
Trong khi Kaewta đang điều trị, Wanchai đưa cô và Wikanda thực hiện lại việc hoán đổi linh hồn. Saisawat phát hiện ra được sự việc và nói cho Apiwat. Trong khi đó Apiwat lại hiểu lầm rằng Wlkanda ngoại tình với Wanchai và đi theo họ để làm bằng chứng li dị. Tuy nhiên, khi phát hiện ra linh hồn của hai cô gái đã bị hoán đổi, Apiwat bắt cóc Kaewta và dùng tính mạng của cô để đe doạ Wikanda, bắt cô phải kí vào giấy trao quyền thừa kế toàn bộ tài sản của cô cho hắn.
Không làm theo Apiwat, cô bị Apiwat đánh và bị thương nặng. Kaewta thừa cơ lúc hắn không chú ý đã đưa Wlkanda ra xe. Trong lúc vội vã, Kaewta đã bất cẩn tông vào một chiếc xe tải chạy ngang đường. Cả hai cô đều bất tỉnh, Apiwat tới nơi và định lợi dụng cơ hội giết chết cả hai người. Tuy nhiên, Wanchai đã tới kịp cùng cảnh sát và kịp thời bắt giữ Apiwat. Cả hai cô gái được đưa tới bệnh viện, liệu linh hồn của họ có thể trở về được với thể xác của mình?

## Diễn viên
- Namthip Jongrachatawiboon vai Wikanda Kungwaklai (1~2, 13, 24~25) / Kaewta Munjairuk (2~23)
- Ornjira Larmwilai vai Kaewta Munjairuk (1~2, 13, 24~25) / Wikanda Kungwaklai (2~23)
- Ratchanont Suprakob vai Wanchai
- Ruangsak Loychusak vai Apiwat
- Panward Hemanee vai Saisawat
- Gundon Akhazzan vai Bác sĩ Sakon Jaypaddee
- Pissamai Wilaisak vai cô Pin
- Tee Doksadao vai Pannop
- Vichuda Pindum vai Rataree
- Soi Sarakarm vai Somkip
- Oonruen Racho vai Somchai

## Ca khúc nhạc phim
- สิ่งสุดท้าย..คือหัวใจ / Sing Soot Tai…Keu Hua Jai - "Pleng" Thanissa Intharit